# Lobelia rhynchopetalum
Lobelia rhynchopetalum is een soort uit de klokjesfamilie (Campanulaceae). De plant is vorstbestendig en heeft een tot twee meter hoge onvertakte stengel waaraan dikke en leerachtige bladeren rozetvormig groeien. De soort is endemisch in Ethiopië, waar hij voorkomt in Afroalpiene gebieden, zoals het Simiengebergte en het Nationaal park Bale Mountains.